# HD 214878
HD 214878，又名BD+53 2950，SAO 34682、HR 8633，是一颗恒星，视星等为5.93，位于銀經104.25，銀緯-4.2，其B1900.0坐标为赤經22h 36m 14.2s，赤緯+53° -4.2′ 29″。